# Czetwertnia
Czetwertnia (ukr. Четвертня) – miejscowość na Ukrainie, w obwodzie wołyńskim, w rejonie kamieńskim.

## Położenie
Znajduje się nad rzeką Styr, na północ od Łucka, przy drodze do Czartoryska.

## Historia
Z nazwy tej miejscowości wywodzi się ród książęcy będący gałęzią ruskiej dynastii Rurykowiczów – Czetwertyńscy. Pierwszym księciem w XV w. na Czetwertni był Aleksander (zm. 1450). W  1625 r. właścicielami byli  Zbarascy, następnie Horainowie. W 1750 r. dobra powróciły do rodziny Czetwertyńskich, którzy wybudowali zamek w Nowej Czetwertni.
Do 2020 w rejonie maniewickim.

## Zabytki
- Zamek w Czetwertni
- Zamek w Nowej Czetwertni